# Andrzej Bodzenta
Andrzej Bodzenta (ur. 2 maja 1896 w Bieśniku, zm. 13 września 1919 pod Krasławką) – żołnierz Legionów Polskich, oficer Wojska Polskiego w II Rzeczypospolitej, kawaler Orderu Virtuti Militari.

## Życiorys
Urodził się w Bieśniku w rodzinie Andrzeja i Anny z Herzyków. Absolwent gimnazjum w Tarnowie. Od 1912 był członkiem Związku Strzeleckiego.
W sierpniu 1914 wstąpił do Legionów Polskich. W szeregach 16 kompanii 2 pułku piechoty przebył cały szlak bojowy formacji legionowych. 
W listopadzie 1918 wstąpił do Wojska Polskiego z przydziałem do I batalionu 5 pułku piechoty Legionów. Jako podporucznik walczył na frontach wojny polsko-bolszewickiej. Podczas walk pod Krasławką, na czele sekcji opanował most na Dźwinie, odcinając odwrót wojskom nieprzyjaciela. Za czyn ten odznaczony został Krzyżem Srebrnym Orderu „Virtuti Militari”. Zginął 13 września 1919 podczas walki o przeprawę.

## Ordery i odznaczenia
- Krzyż Srebrny Orderu Wojskowego Virtuti Militari nr 7965[1][3]
- Krzyż Niepodległości – pośmiertnie, 27 czerwca 1938 „za pracę w dziele odzyskania niepodległości”[4]